# Fünfmühlen
Fünfmühlen (auch Fünf-Mühlen oder fünf Mühlen) ist eine ehemalige Gemeinde, die bis 1928/1929 auf dem heutigen Stadtgebiet von Wittingen im Landkreis Gifhorn bestand. Sie setzte sich aus fünf um den ehemaligen Amtssitz Knesebeck gelegenen Wassermühlen, angeschlossenen Wohn- und Wirtschaftsgebäuden sowie umgebenden Flächen zusammen. Die fünf Wohnplätze bestehen weiterhin, sind seit Auflösung der Gemeinde jedoch den früheren Gemeinden und heutigen Wittinger Ortsteilen Wunderbüttel, Knesebeck und Hagen zugeordnet.

## Geografie
Die namensgebenden fünf ehemaligen Wassermühlen liegen allesamt am selben Wasserlauf. Am weitesten flussaufwärts am Mahnburgbach liegt die Lütjemühle. Nach dessen Einmündung in den Hagenbach folgt die Stackmannsmühle. Im weiteren Verlauf des nunmehr als Knesebach bekannten Gewässers folgen Baumgartenmühle und Krummühle. Nach Zufluss des Jönsbecks im Dorf Knesebeck folgt weiter flussabwärts die Friedrichsmühle. Noch weiter westlich mündet der Knesebach in die Ise.
Für das Jahr 1913 wurde die Fläche der Gemeinde Fünfmühlen mit 375,4 Hektar angegeben.

## Geschichte
Die fünf Mühlen bei Knesebeck gehörten einst zum lüneburgischen Amt Knesebeck im Kurfürstentum Braunschweig-Lüneburg (1692–1807/1814) und Königreich Hannover (ab 1814). Während der Franzosenzeit (1810–1813) waren sie Teil der Gemeinde (commune) Knesebeck im Kanton Wittingen des Königreichs Westphalen. Dabei war Lütjemühle dem Dorf (village) Hagen zugeordnet, die übrigen vier Mühlen dagegen unmittelbar dem Dorf (village) Knesebeck. 
1859 wurde das Amt Knesebeck und damit auch die Gemeinde Fünfmühlen dem Amt Isenhagen zugeschlagen, das ab 1866 zur preußischen Provinz Hannover gehörte und 1885 in den Kreis Isenhagen überführt wurde. Auf Grundlage des preußischen Gesetzes über die Regelung verschiedener Punkte des Gemeindeverfassungsrechts vom 27. Dezember 1927 wurden die Bestandteile Fünfmühlens in der Gebietsreform von 1928/1929 den umliegenden Gemeinden Wunderbüttel, Knesebeck und Hagen zugeschlagen. Seit 1932 gehören diese zum Landkreis Gifhorn und wurden 1974 in die Stadt Wittingen eingemeindet.
Im Jahr 1848 gab es in Fünfmühlen 10 Wohngebäude mit 60 Einwohnern. 1871 waren es 8 Wohngebäude mit 67 Einwohnern. Bis zum Jahr 1910 sank die Einwohnerzahl auf 42.
Bei der Einteilung in Standesamtsbezirke wurde der Wohnplatz Lütjemühle dem Bezirk Wittingen und das restliche Fünfmühlen dem Bezirk Knesebeck zugeordnet.

## Bestandteile

### Friedrichsmühle

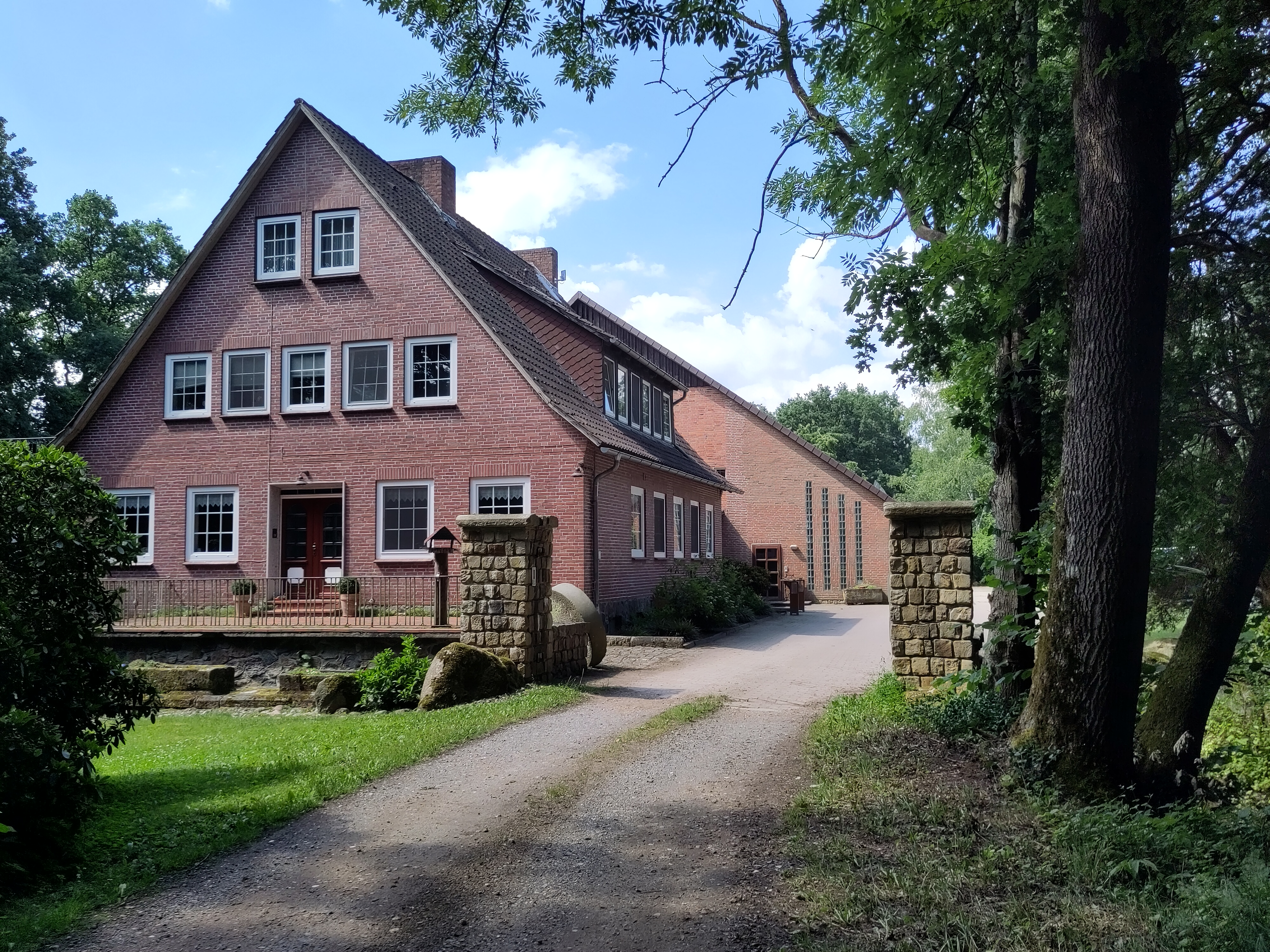
Historischer Wohnplatz Friedrichsmühle

Friedrichsmühle gehört heute offiziell zu Wunderbüttel, ist aber besser von Knesebeck aus zu erreichen. Es ist der größte der fünf Wohnplätze. Das Gebiet nordwestlich des ursprünglichen Mühlenstandorts wurde 1981 vom Rat der Stadt Wittingen als Ferienhausgebiet ausgewiesen. Anders als die übrigen ehemaligen Bestandteile von Fünfmühlen liegt Friedrichsmühle westlich von Knesebeck. (⊙)

### Krummühle

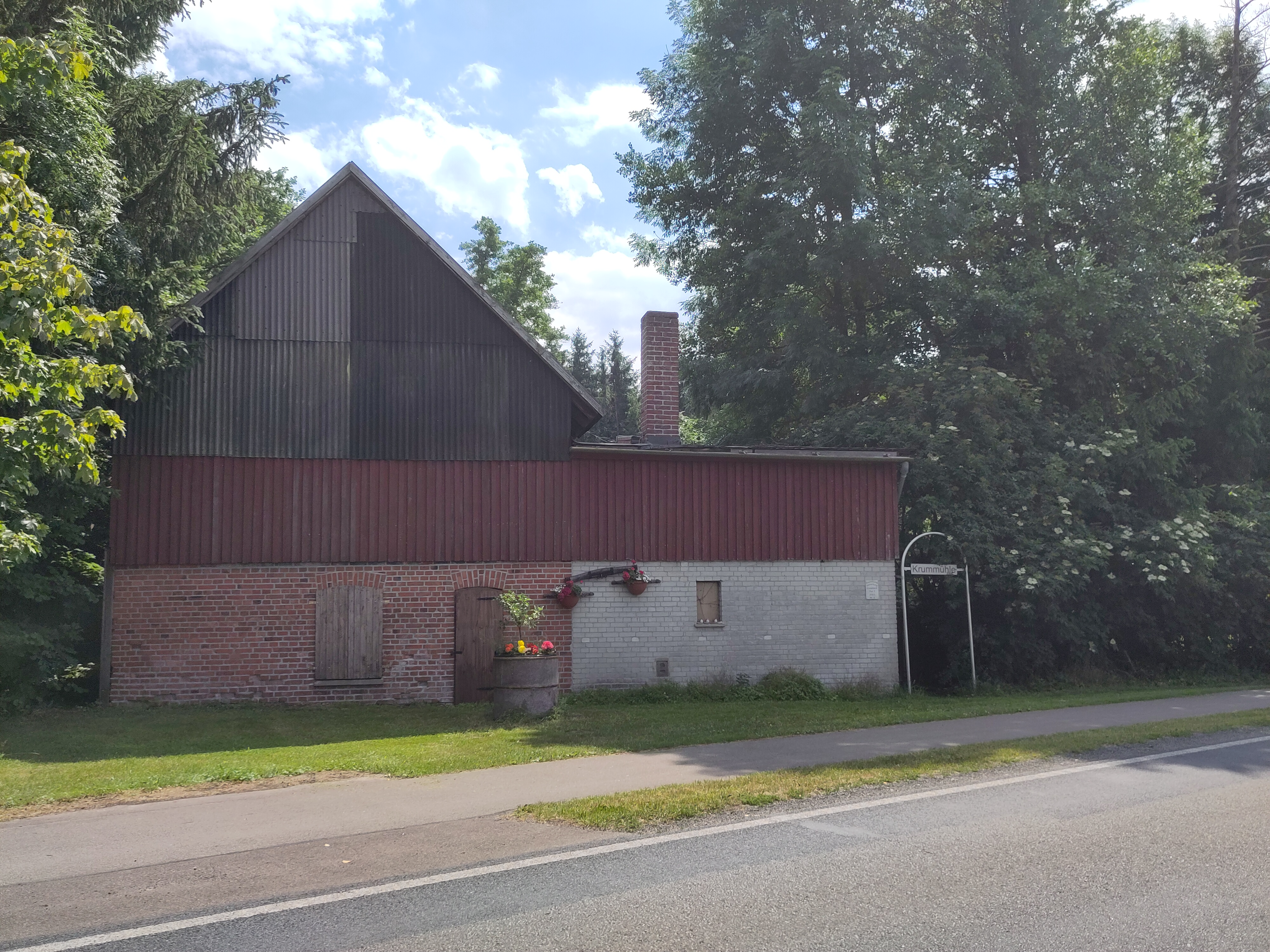
Zentrales Gebäude des Wohnplatzes Krummühle

Zum ersten Mal wurde Krummühle im Jahr 1336 erwähnt. 1451 wurde der Krummüller zu einer Zahlung von 2 Mark zum allgemeinen Landschatz veranlagt.
Krummühle gehört heute zu Knesebeck, befindet sich östlich der Ortslage (⊙) am Knesebach.

### Baumgartenmühle, Stackmannsmühle, Lütjemühle
Die Wohnplätze Baumgartenmühle (⊙), Stackmannsmühle (⊙) und Lütjemühle (⊙) sind östlich von Knesebeck gelegen und gehören heute zu Hagen.

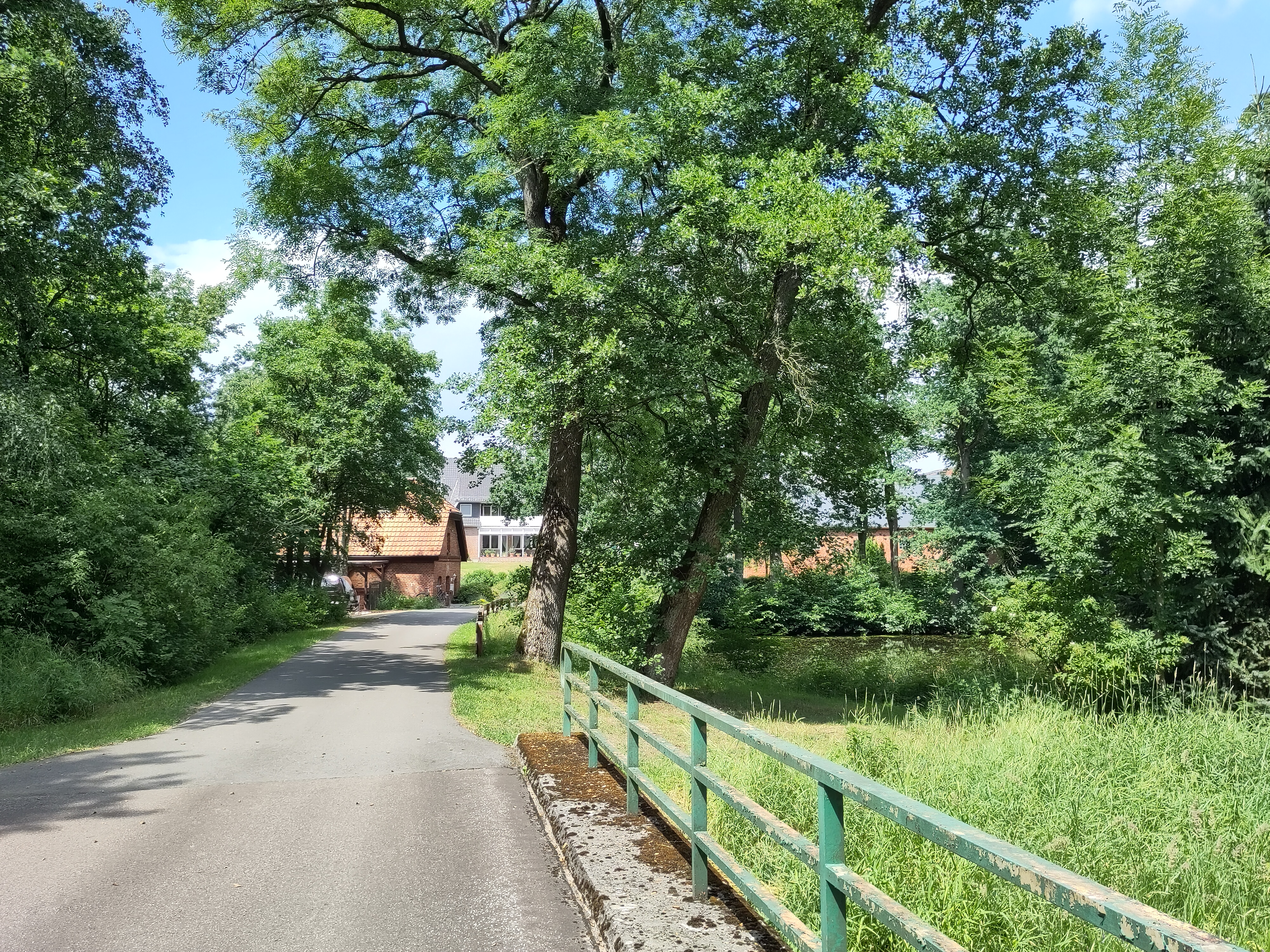
Weg zum Wohnplatz Baumgartenmühle
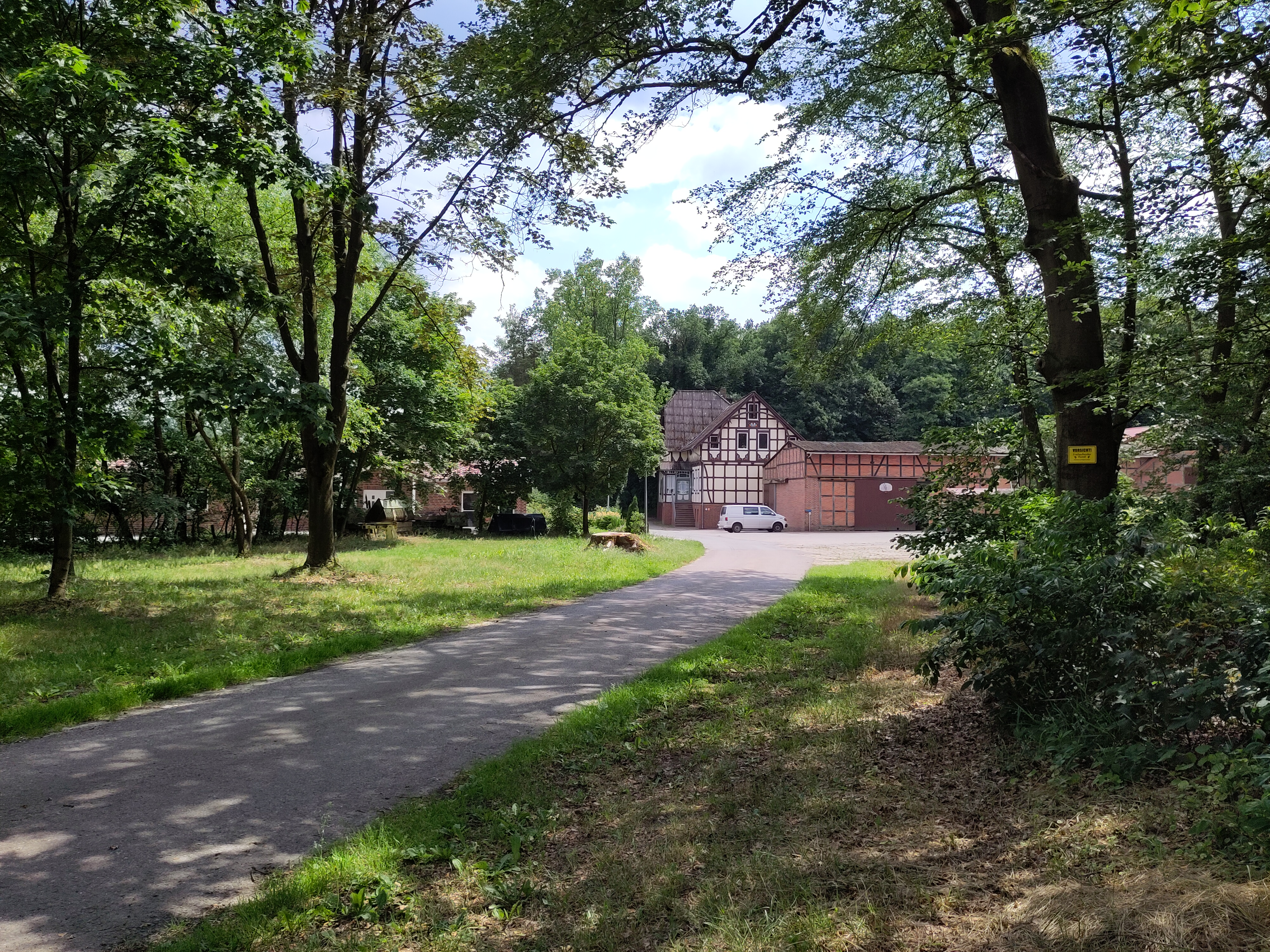
Weg zum Wohnplatz Stackmannsmühle
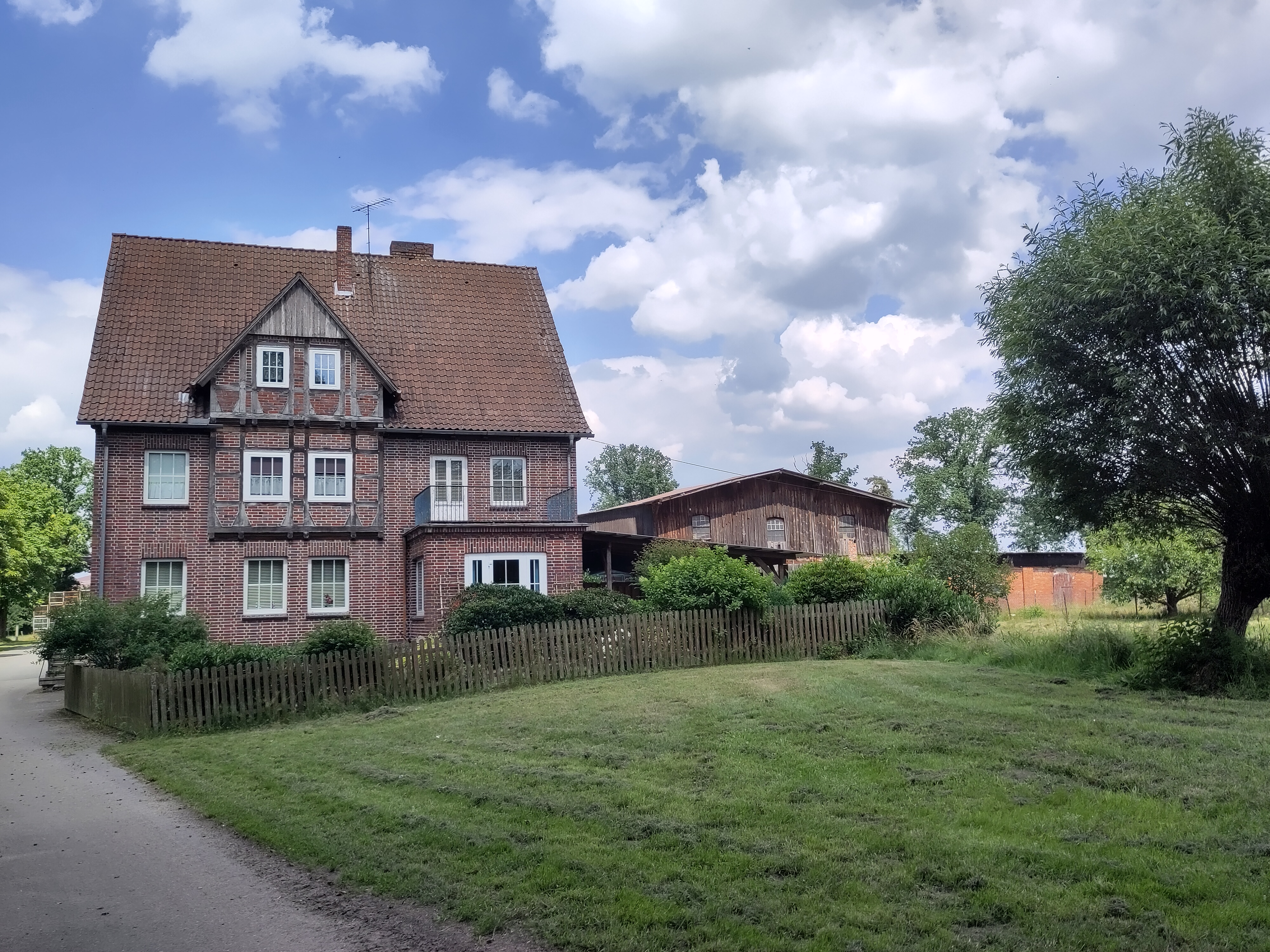
Wohnplatz Lütjemühle von Süden